# La ranita Demetan
Kerokko Demetan (けろっこデメタン Kerokko Demetan), conocida como La ranita Demetán en España y Latinoamérica, es una serie de animé transmitida desde el 2 de enero al 25 de septiembre de 1973, con un total de 39 episodios. Fue escrita por Jinzo Toriumi, dirigida por Hiroshi Sasagawa con música de Nobuyoshi Koshibe y producida por Tatsunoko Production.

## Argumento
La historia cuenta las desventuras de Demetán, una pequeña ranita que vive junto a su madre Amako, (Almina en Latinoamérica) que es ama de casa, y su padre Ametaro (Genaro en Latinoamérica), un artesano juguetero, siendo el único sobreviviente de un ataque de tritones cuando era un renacuajo. La familia es tan pobre que no pueden incluso hacer que Demetan vaya a la escuela de su comunidad, por lo que su vida trascurre paseando alegremente por los alrededores. Él y su familia habitan en una casa ubicada en el Estanque Arcoíris, un lugar lleno de seres marinos y anfibios, en donde abundan infinidad de peligros. Las aventuras transcurren con las peripecias de Demetán por sobrevivir dentro de un mundo lleno de imprevistos y amenazas, donde grandes peces, aves, mamíferos (y en algunas ocasiones, humanos) atentan contra su vida, en una de esas aventuras conoce y se enamora de Ranatán (Adelina en Latinoamérica), la cual se convierte en su encantadora y apacible compañera, pero ella es hija del Gran Biotto, el gobernador del Estanque Arcoíris, que la hace perteneciente a la clase rica, por lo que este lazo amoroso descontenta por completo a su padre, el cual intenta romper definitivamente con este amor, valiéndose de su poder para alejar a Demetán de su hija, enviando a Zari (Juan en Latinoamérica) una langosta que se hace valer por su fuerza y sus tenazas para amedrentar y atacar a Demetan y su familia (y en algunas ocasiones a sus amigos) y así romper con esa amistad. En sí, el Gran Biotto es un títere al servicio del Pez Gato, un malvado pez que habita en una cueva ubicada las aguas del Estanque Arcoíris y quien se come de puro capricho a todo ser vivo que sea capaz de acercarse a su cueva y amenaza al Gran Biotto con que se lo comerá si no le trae más comida y tributos. Pero los habitantes del estanque, ya cansados de los abusos y con ayuda de Demetan, comienzan a hacer frente a los seres que se toman por la fuerza el Estanque Arcoíris y van ganando gradualmente el respeto y el apoyo de Demetán y sus padres dentro del estanque, así como también del padre de Ranatán el cual va accediendo poco a poco al darse cuenta de que no puede contra el amor de ellos, finalizando felizmente juntos. 

### Personajes
- Demetan (デメタン):
- seiyū: Yuko Hisamatsu

Es una pequeña ranita quien habita en una casa ubicada en el Estanque Arcoíris, es el único niño de la comunidad que no asiste a la escuela pero las experiencias de la vida le van enseñando poco a poco. Sus pasatiempos favoritos son explorar nuevos lugares, tocar la flauta que su padre le fabricó y estar la mayoría de las veces en compañía de Ranatán. Debido a esta amistad, Demetan siempre es castigado por Zari o por Ibokichi mandados por el gobernador del estanque.
- Ranatan (ラナタン)("Adelina" en Latinoamérica):
- seiyū: Mari Okamoto

Es una hermosa ranita joven que gusta pasar el tiempo con Demetan y bailar al ritmo de la flauta de este, es la fiel compañera de juegos de Demetan y a  ambos los une una profunda amistad. Es la hija del Gran Biotto, el gobernador del Estanque Arcoíris el que está en desacuerdo con la amistad que tiene con Demetan por lo que siempre manda a sus súbditos a castigarlo, provocando el enfado de Ranatan.
- Ametaro (雨太郎)("Genaro" en Latinoamérica):
- seiyū: Koichi Kitamura

Es el padre de Demetán, un artesano que fabrica juguetes para venderlos y así poder vivir de las ganancias de estos. Es un gran consejero y guía para su hijo y fue él quien le fabricó la flauta a Demetan que acostumbra a tocar. Es uno de los que no está de acuerdo con el tipo de gobierno impuesto por el Gran Biotto y por eso ha sufrido en varias ocasiones los castigos de parte de sus súbditos. En los últimos capítulos, convence al Gran Biotto para hacerle frente al Pez Gato y así poder vivir tranquilos en el Estanque.
- Amako (雨子)("Almina" en Latinoamérica):
- seiyū: Shoji Miyoko

Es la madre de Demetán y esposa de Ametaro. Cuando era joven, junto a su esposo perdieron en un ataque de tritones y posteriormente en una avalancha de tierra a todos sus renacuajos, sobreviviendo Demetan a ambas tragedias. Después se dedicó a los quehaceres del hogar y es hacendosa y buena con su esposo e hijo.
- Gran Biotto (ギヤ太):
- seiyū: Kosei Tomita

Es el gobernador del Estanque Arcoíris y padre de Ranatan. Es dictatorial en su forma de gobernar y no está de acuerdo que su hija tenga como amigo a alguien como Demetan, es por eso siempre está tratando de romper esa amistad y busca la manera de conseguir más riquezas a cambio del sufrimiento ajeno. Para eso tiene a Zari como aliado y es quien cumple las órdenes de maltratar o matar a todo aquel que le ocasiones problemas al Gran Biotto. En el fondo, el Gran Biotto es un esclavo del Pez Gato, ya que siempre le exige que le consiga más comida y tributos porque si no lo hace, lo amenaza con que se lo comerá. En los últimos capítulos y después de que tres forasteros querían tomarse el poder del Estanque Arcoíris, Demetan se entera de que el Gran Biotto no es el verdadero gobernador del estanque, sino el Pez Gato, este recapacita y llama a los habitantes del Estanque a hacerle frente al Pez Gato para así poder vivir tranquilos, en un principio nadie quiere cooperar, pero Ametaro es quien le brinda su apoyo y así ven que el Gran Biotto está arrepentido de sus actos.
- Ibokichi (イボ吉)
- seiyū: Hiroshi Otake

Es un sapo joven que siempre está molestando y peleando con Demetan y que lo trata de forma despectiva como la "rana de árbol", cuando se encuentra con Demetan (la mayoría de las veces cuando este está junto con Ranatan) no pierde la oportunidad de molestarlo y trenzarse a golpes con él y derrotarlo gracias a su mayor tamaño y fuerza. En una ocasión fue capturado por un humano quien quería hacer experimentos con él y es rescatado por Demetan, pero no se da cuenta de que fue él quien lo salvó. En los últimos capítulos, mientras nadaba cerca de la Selva Infernal junto a su padre quien había regresado hace poco, el Pez Gato se come a su padre mientras perseguía a Demetan y Ranatan quienes iban huyendo de él y al ver que nada podía hacer, se hace amigo de Demetan y se une para derrotar al Pez Gato y así expulsarlo del Estanque Arcoíris.
Kyaru (キャール) (Isidoro en Latinoamérica)
- seiyū: Shun Yashiro

Es una rana adolescente y el mejor amigo de Ibokichi, cuando lo ve trenzarse a golpes a Demetan, se dedica a echarle barra a este último tocando la guitarra. Cuando Demetan salva a Ibokichi de un humano que lo atrapó, este creyó que Kyaru lo salvó al momento de despertar.
- Oficial ABC

Es un camarón que se encarga de la seguridad del estanque arcoíris, su trabajo es que siempre todo esté en orden. Cuando los habitantes del estanque se unen para atacar al Pez Gato, es quien comanda los escuadrones para así atacar al monstruo. 
- Zari (ザリ) ("Juan" en Latinoamérica)
- seiyū: Yasuo Tanaka

Es una langosta que se hace valer por sus tenazas para amedrentar a todos los habitantes del Estanque Arcoíris. Es malvado y está dispuesto a maltratar (y en algunos otros casos, matar) a todo aquel que no esté de acuerdo a las ordenanzas suyas o del Gran Biotto. En los últimos capítulos, se une al Pez Gato y traiciona al Gran Biotto para apoderarse del gobierno del Estanque Arcoíris, pero muere aplastado por una avalancha de rocas provocada por el Pez Gato en su huida del Señor Anguila.
- Señora Tortuga

Es una tortuga que Demetan y Ranatan conocen después de que le fueran rotos todos sus huevos y le sobrevive uno al cual cuida con mucho amor. Al ver esa ternura con que cuidaba la Señora Tortuga a su "hijo", Ranatan le pide a su padre tener una madre, ante la negativa del Gran Biotto, Ranatan huye de su casa y el Gran Biotto manda a Zari a matar a la Señora Tortuga para que le entregue el huevo y así Ranatan olvide esa idea de tener una madre. Después de que Zari mata a la Señora Tortuga al hacerla caer en unos espinos, Demetan y Ranatan se dedican a cuidar el huevo de la Señora Tortuga ya que lo pidió como última voluntad, para luego de perderlo y ser entregado al Gran Biotto y le pide a Zari que lo rompa, pero no sucede eso. Así que llaman al sabio del estanque y le dice que no es un huevo sino una pelota de ping pong, al saber tamaña verdad, Demetan y Ranatan huyen tristes del lugar. Luego, el gran Biotto le confiesa a Ranatan de que su madre murió por proteger su vida después de que un animal feroz las atacara, perdonándolo y entregándose a los brazos de su padre.
- Goliat

Es una rana de gran tamaño quien vive solo y trabaja construyendo casas, el cual Demetan lo considera su héroe, después de que este lo salva de una golpiza que Ibokichi le estaba dando. Goliat detesta que los débiles sean molestados y Demetán lo comienza a seguir por todos lados admirando su gran fuerza y tamaño, luego se enfrenta a Zari quien golpeaba hace unos instantes a una anciana caracola, por lo que Zari promete venganza. Goliat aconseja a Demetan que siempre debe ayudar y defender a los débiles, por lo tanto nunca caer en la cobardía. Después de que Demetan y sus padres iban en camino a vivir a otro lugar, debido a los constantes abusos del Gran Biotto y especialmente de Zari, descubren que Goliat fue atacado por sorpresa por Zari y lo ven agonizando en unos espinos para terminar muriendo en brazos de Demetan, a quien antes le entrega un amuleto para que nunca se olvide de él y le aconseja nuevamente defender a los débiles, al finalizar su funeral, Demetan se queda a dormir al costado de la tumba de Goliat cuando se desataba una gran tormenta, lo hace pues todavía sentía por él una gran amistad y admiración.
- Kanta

Es un joven castor que decide construir su hogar cerca del cauce del río por donde cruza el Estanque Arcoíris. Decide hacerlo ante las miradas temerosas de algunos habitantes del estanque, por eso comienzan a lanzarle piedras para que se vaya de ahí. Después, Demetan lo conoce mejor y se da cuenta de que es un castor bueno y bondadoso. Ante esta situación, el Gran Biotto, orillado por sus crueles ambiciones, decide sacar provecho y obliga a Kanta a construir un dique para crear así un nuevo estanque y tener más riqueza, tomándolo prisionero, pero repentinamente una lluvia se desata en el sector y el Estanque Arcoíris tiene serio peligro de inundarse. En un principio los habitantes no le creen, pero después de acabar con Zari y los escarabajos marinos que sirven para el Gran Biotto, Kanta obliga al Gran Biotto a decir la verdad, al final, los habitantes del Estanque huyen, menos Ranatan, quien se siente culpable por el malvado plan que quería realizar su padre. Entre Demetan y Kanta la convencen de que se fuera de donde se encontraba, al final, Demetan y Ranatan son arrastrados por la corriente y Kanta los salva arriesgando su vida, terminada la tormenta, los habitantes del Estanque Arcoíris con la ayuda de Kanta, construyen sus nuevos hogares.
- Morita

Es un pequeño tritón quien junto a su madre esta en busca de su padre que llevaba días desaparecido, conoce a Demetan cuando repentinamente se presenta y comienza a atacarlo, siendo detenido por Ranatan cuando lo golpea con una piedra en la cabeza. Después, Morita y Demetan se convierten en grandes amigos a pesar de ser enemigos naturales cuando este último le quita una piedra que le había caído encima al joven tritón. La madre de Morita está en desacuerdo con esa la amistad que tiene con una rana. Pero así es como siguen en busca de su padre desaparecido, después de que Morita le describe una característica física de su padre (tenía una cicatriz en la mejilla derecha), Demetan recuerda a quien buscan y ve temeroso la situación que pronto se suscitaría cuando se conozca la verdad, al final, Demetan le confiesa a Morita del paradero de su padre (fue devorado por el Pez Gato sin antes tener de rehén al Gran Biotto cuando Demetan lo lleva mediante engaños a la selva infernal). Morita ve con odio la situación y comienza a golpear a Demetan, al final, la madre de Morita le dice que debe recapacitar después de que Demetan lo salvó y que hizo lo que hizo para defender a los habitantes del estanque arcoíris. Después, Morita y su madre deben huir antes de ser cazados por los habitantes del estanque, pidiéndole una promesa a Demetan, que cuando tocara su flauta, lo hiciera a nombre de su amistad. 
- Kerota

Es una pequeña ranita huérfana quien repentinamente se presenta en la casa de Demetan haciéndose pasar por el hijo perdido de Amako y Ametaro que creen que es uno de los renacuajos sobrevivientes del ataque de los tritones y es por eso es que lo aceptan en la casa, cuando Demetan lo lleva consigo a pasear por el estanque, Kerota siempre está ocasionando problemas, molestando a quien se le cruzara en su camino y a la vez metiendo en problemas a Demetan y sus padres, siendo Ranatan unas de las molestas ya que Kerota fue grosero con ella. Por todos los líos que Kerota ocasiona, los aldeanos desean que Demetan y sus padres sean expulsados del Estanque Arcoíris, por lo que Demetan le reprocha esa conducta a Kerota que parece no importarle en lo absoluto, por lo que comienza a golpeando, siendo detenido por Ametaro quien le llama la atención por golpearlo, pensando Demetan que Kerota ha hecho que sus padres lo detesten. Pero un día, mientras Kerota paseaba alegremente por el estanque, es raptado por un ratón quien le recordó cuando molestaba a su hijo y se lo lleva a un granero donde lo quiere hacer sufrir, es ahí donde Demetan lo logra rescatar cuando el ratón comienza a perseguirlo y queda atrapado en una trampa, atento a la mirada de dos búhos que estaban en el lugar. Después de aquel incidente, Kerota se arrepiente de sus actos y va donde Ranatan a confesarle que no es en realidad el hermano de Demetan, huyendo del lugar y jurando nunca más volver. 
- Chiro

Es un pequeño frailecillo que iba de paso junto a su madre y conoce a Demetan y Ranatan, al escuchar la flauta y contagiarse con la música que tocaba. Pero un halcón merodea el Estanque Arcoíris y mata a la madre de Chiro quien se interpuso para que este no fuera atacado. Chiro termina con un ala lastimada y no puede irse del estanque hasta que esté totalmente recuperado, pero el halcón no se va lo que hace peligrar la vida de los habitantes del estanque y el Gran Biotto cree que es por culpa de Chiro. Luego manda a Zari a atacarlo para que huyera de ahí pero Ametaro se interpone. Después entre Demetán y Ranatan ayudan a Chiro a que pueda volver a volar, pero este no tiene confianza en sí mismo, al final, Chiro logra volar y retoma su viaje y le promete le Demetan que le contará sobre los lugares que conocerá. 
- Pez Gato (なまず入道)
- seiyū: Shin Mizushima

Es un malvado pez que es llamado "El Monstruo" por los habitantes del Estanque Arcoíris. Siempre tiene hambre y está dispuesto a comerse a todo ser vivo que se encuentre cerca de la cueva la cual habita en la "Selva Infernal". En un principio, Demetan creyó que era "El Dios del Estanque", ya que en una ocasión lo salvó de un ataque de tritones (lo que en realidad hacia, era ahuyentarlos del lugar), pero después de ser testigo de ver como devoraba a unas pequeñas anguilas que estaban perdidas y buscaban a su padre, lo comienza a ver con otros ojos. También mantiene manipulado al Gran Biotto y lo amenaza con que se lo comerá si no le consigue más comida. En los últimos capítulos, es confrontado por los habitantes del Estanque ayudados por el Señor Anguila para que sea expulsado del lugar, por lo que termina huyendo al mar y muriendo al ser sacado de su hábitat al quedar atrapado en una red de pescadores.

## Controversias
El tema detrás de este anime lo constituía el hecho de ser un reflejo del Japón de la posguerra y de la época de hambre y penurias económicas sufridas por el pueblo nipón tras la Segunda Guerra Mundial. El Pez Gato, Zari y los Escarabajos Marinos que servían al Gran Biotto como guardaespaldas, simbolizan a la Yakuza o crimen organizado que se hacía con el control de la economía japonesa en los años que siguieron a la guerra; por ello, este anime no fue muy bien entendido en Latinoamérica y es recordado por la trama fuerte y cruda en la que transcurría, ya que cada capítulo, Demetán sufre con dolor los castigos de la vida salvaje, donde prevalece la ley del más fuerte sobre el débil, la injusticia y la maldad y la tragedia de haberse enamorado de quien no debía. La pobreza tal vez no le importó tanto, porque como todo niño no tiene la conciencia para asimilarla como tal, sencillamente él veía la vida a su manera. Sin embargo, son estos signos lo que hace que ésta sea una historia un tanto triste, melancólica y cruel. Aunque después de todo, la serie tiene un final feliz.

## Transmisión
- En México fue transmitida por el canal Imevisión (Canal 13).
- En Venezuela se transmitió a través de Venezolana de Televisión (Canal 8).
- En Chile se transmitió primero por UCV Televisión de Valparaíso en 1987 y posteriormente en 1990 por Canal 11 - Universidad de Chile Television (actual Chilevisión).

## Adaptación
En el 2005, la compañía estadounidense East West DVD Entertainment publicó La rana valiente, un doblaje al español de la adaptación en inglés The Brave Frog, que a su vez es una adaptación de la serie original que toma los episodios más importantes y los presenta juntos en forma de película.